# Hestekraft
 "Hk" omdirigeres hertil. For andre betydninger af Hk, se HK.
En hestekraft (forkortet hk) er navnet på forskellige enheder til angivelse af mål for fysisk effekt. 
En metrisk hestekraft er en fælles standard, hvor 1 hk = 75 kg × 9,80665 m/s² × 1 m/s = 735,499 W. Den metriske hestekraft beskrives således: En hestekraft er den effekt, der er nødvendig for at løfte en masse på 75 kg 1 meter lodret op fra jordens overflade i løbet af 1 sekund. 
En hestekraft var, afhængigt af land og industri, forskelligt defineret og havde derfor forskellige omregningsfaktorer.

## Historie
En hestekraft blev af James Watt defineret til angivelse af mål for fysisk effekt. På trods af navnet er størrelsen 1 hestekraft forskellig fra, hvad en hest maksimalt kan yde. Det ligger imellem 2,5 hk og 10 hk alt efter hvilken konkret hest, der er tale om.
Som måleenhed blev hestekraft i Danmark i 1907 afløst af den afledte SI-enhed watt (W), hvorom det gælder: 1 hk = 735,5 W.
En engelsk hestekraft beskrives således: den effekt, der er nødvendig for at løfte en 550 pounds masse 1 fod lodret op på 1 sekund. Det er ca. 745,6999 W – dog har denne enhed varierende værdier i bestemte industrier. Bemærk dog at i Danmark er denne fastsat til: 1 hp = 745,7 W

## USA
Der skelnes i USA mellem horsepower og metric horse power (hp), hvor den metriske hp svarer til den internationale enhedsdefinition og er en smule mindre.

## Eksterne kilder
1. 1 2  Bekendtgørelse om det internationale enhedssystem, SI, og andre lovlige enheder
2. ↑  "A Dictionary of Units of Measurement". University of North Carolina. Arkiveret fra originalen 10. oktober 2018. Hentet 2. august 2004.